# Лотон (Північна Дакота)
Лотон (англ. Lawton) — місто (англ. city) в США, в окрузі Ремсі штату Північна Дакота. Населення — 15 осіб (2020).

## Географія
Лотон розташований за координатами 48°18′12″ пн. ш. 98°22′4″ зх. д. / 48.30333° пн. ш. 98.36778° зх. д. (48.303341, -98.367869).  За даними Бюро перепису населення США в 2010 році місто мало площу 2,59 км², з яких 2,39 км² — суходіл та 0,20 км² — водойми.

## Демографія
Згідно з переписом 2010 року, у місті мешкало 30 осіб у 17 домогосподарствах у складі 8 родин. Густота населення становила 12 осіб/км².  Було 33 помешкання (13/км²).
Расовий склад населення:
| - 100,0 % — білих |

До двох чи більше рас належало 0,0 %. Частка іспаномовних становила 0,0 % від усіх жителів.
За віковим діапазоном населення розподілялося таким чином: 6,7 % — особи молодші 18 років, 73,3 % — особи у віці 18—64 років, 20,0 % — особи у віці 65 років та старші. Медіана віку мешканця становила 57,0 року. На 100 осіб жіночої статі у місті припадало 100,0 чоловіків;  на 100 жінок у віці від 18 років та старших — 100,0 чоловіків також старших 18 років.
Середній дохід на одне домашнє господарство  становив 37 564 долари США (медіана — 38 750), а середній дохід на одну сім'ю — 42 600 доларів (медіана — 38 750). 
Цивільне працевлаштоване населення становило 13 осіб. Основні галузі зайнятості: освіта, охорона здоров'я та соціальна допомога — 30,8 %, мистецтво, розваги та відпочинок — 23,1 %, транспорт — 15,4 %, науковці, спеціалісти, менеджери — 15,4 %.